# Wilhelm Henrichsmeyer
Wilhelm Henrichsmeyer (* 24. Juli 1935 in Bielefeld; † 5. Juli 2009) war ein deutscher Ökonom und Agrarökonom. Er war ordentlicher Professor für Volkswirtschaftslehre und Agrarpolitik an der Universität Bonn.
Von 1957 bis 1961 studierte er Landwirtschaft und Volkswirtschaft an der Universität Bonn. 1961 war er Research Fellow an der Harvard University. Die Promotion erfolgte 1965 in Bonn, die Habilitation 1970 an der Universität Hohenheim mit Venia legendi in Volkswirtschaft und Agrarökonomie. 1970 wurde er Professor an der Universität Göttingen, 1971 an der Universität Bonn. Henrichsmeyer war von 1971 bis 2000 Mitglied des Wissenschaftlichen Beirats des BMELF und von 1988 bis 1992 Prorektor der Universität Bonn.

## Schriften (Auswahl)
- mit H. P. Witzke: Overall evaluation of the Agenda 2000 proposals for CAP reform. In: CAP reform proposals. Impact analyses. European Commission, Directorate-General for Agriculture (DG VI); 1998, S. 101–120.
- Beurteilung der Vorschläge der „Agenda 2000“ zur Weiterentwicklung der Agrarpolitik aus gesamtwirtschaftlicher Sicht. Agrarwirtschaft (47), S. 437–442 (1998)
- mit H. P. Witzke unter Mitarbeit von Th. Heckelei: Agrarpolitik. Band 2. Bewertung und Willensbildung. Verlag Eugen Ulmer, UTB 1718, Stuttgart 1994.
- mit O. Gans und I. Evers: Einführung in die Volkswirtschaftslehre. Verlag Eugen Ulmer, Stuttgart 1991, 9. verb. Auflage.
- mit H. P. Witzke: Agrarpolitik. Band 1. Agrarökonomische Grundlagen. Verlag Eugen Ulmer, Stuttgart 1991.